# 玛丽亚·格里珀

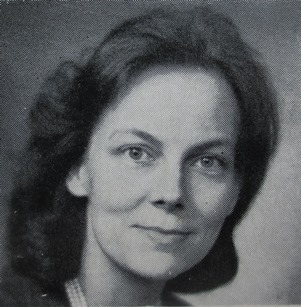
玛丽亚·格里珀

玛丽亚·格里珀（1923年7月25日 - 2007年4月5日）是一位瑞典儿童及青少年文學作家。  她的作品帶有神秘、魔幻和超自然色彩。她曾在斯德哥尔摩大学学习。她于1974年获得汉斯·克里斯蒂安·安徒生奖。